# Brevicornu fuscipenne
Brevicornu fuscipenne är en tvåvingeart som först beskrevs av Rasmus Carl Staeger 1840.  Brevicornu fuscipenne ingår i släktet Brevicornu och familjen svampmyggor. Arten är reproducerande i Sverige. Inga underarter finns listade i Catalogue of Life.